# Орба-Педараче
Орба-Педараче (итал. Orba-Pedarace) је насеље у Италији у округу Ређо ди Калабрија, региону Калабрија.
Према процени из 2011. у насељу је живело 49 становника. Насеље се налази на надморској висини од 90 м.